# 豆腐岬
豆腐岬，是台灣宜蘭縣蘇澳鎮南方澳的海岬，為世界最早發現珊瑚產卵之地。

## 地形
位於南方澳漁港東側防波堤旁，是由陸連島與連島沙洲組成、腹地比鄰近內埤海灘小的海灣，為全臺灣少數的岬灣地形。雖為靜態水域，但因為有陡坡，被宜蘭縣消防局連同烏石港衝浪區、外澳沙灘和內埤海灘，同列為戲水易出事的水域。

## 生態
因地理位置特殊，黑潮帶來許多海洋生物幼苗，豆腐岬的0.4平方公里內珊瑚種類就約有一百多種。1939年，台北帝國大學川口四郎來此，調查此海域的珊瑚覆蓋率達60%，僅次於綠島。他還在海域發現珊瑚卵塊，並將產卵現象用文字記錄下來，發表於期刊上，成了全世界最早發現珊瑚產卵的地方。
當時，川口四郎在1939年7月3日（農曆五月十七）採集了一些樣本，用顯微鏡觀察判斷為軸孔珊瑚幼蟲，將觀察結果寫成一頁的速報，在《東京動物學誌》發表。這篇報導比澳洲學者1985年在大堡礁發現珊瑚產卵，早了四十五年。
豆腐岬與珊瑚礁生態畫上等號，海域未被大量開發，曾有財團力爭開發飯店，在環保人士和居民反對下，得以保存珊瑚資源。
2015年，宜蘭縣討海文化保育協會總幹事廖大瑋表示，2014年底就著手計畫影像記錄珊瑚產卵，所遊說協會成員來籌劃經費。廠商更贊助監視設備與130萬畫素的防水鏡頭，讓協會使用。

## 設施
台灣日治時期，岬灣內建有兩塊四方形、長寬每邊約一丈二、作用類似消波塊的水泥墩，以防止太平洋的長浪湧入。每當漲潮時，露出海面的水泥墩部分類似兩盤豆腐，因此被叫「豆腐岬」此名。但建造蘇澳港後，開山造路並填海造地，兩塊水泥墩被掩埋不復見。還有外來客誤以為地名由來是因當地在賣豆腐。
1990年代，該地收費經營，圍築約300公尺長的高牆以利出入管理，入園的遊客得循牆邊而行找入口，與車爭道，危險不便。
雪山隧道通車後，遊客增加，此岬灣成為熱門的踏浪、獨木舟、浮潛地點，但該地海域分別由港務局、東北角海岸國家風景區管理處、宜蘭縣政府以及蘇澳鎮公所管理，權責混亂，水上活動項目無人管理，意外事件頻傳，甚至連救生員、救難設備都沒有，尤其是水域常有水上摩托車奔馳，也沒人限制。因此宜蘭縣政府推動景點改善計畫，於2016年接管豆腐岬。
2016年，宜蘭縣政府從蘇澳鎮公所接管後，打掉圍牆讓海景重見，又整修相關設施，免費開放。宜蘭縣府同步建置北台灣帆船訓練中心，於2016年6月動工，計畫在2017年蘇花改和全中運前完成。占用國有保安林地逾廿年的約廿戶攤販，也被羅東林管處要求撤離。
現為東北角風景區一部分。